# John Heckewelder

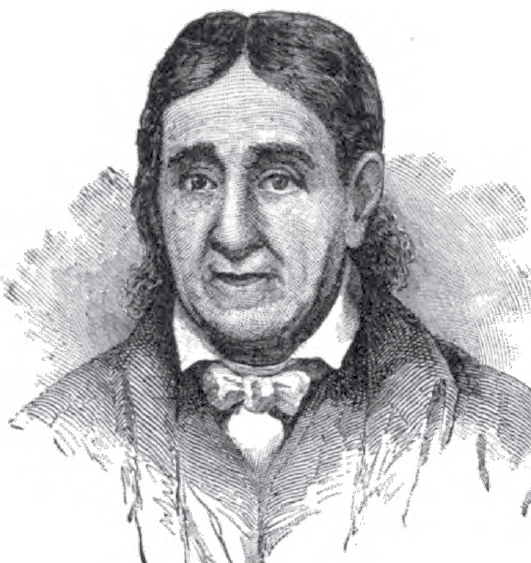
John Heckewelder nach einem Bildnis von Henry Howe

John Heckewelder, deutsch auch Johann Heckewelder (* 12. März 1743 in Bedford, Bedfordshire, England; † 21. Januar 1823 in Bethlehem, Pennsylvania, USA) war ein US-amerikanischer evangelischer Missionar, Reiseschriftsteller und Ethnologe der Herrnhuter Brüdergemeine mit deutscher Abstammung.

## Leben
Heckewelders Familie stammte ursprünglich aus Zauchtenthal in Mähren, sein Großvater George und sein Vater wurden dort geboren. Sie emigrierten mit weiteren böhmischen Brüdern über die Karpathen nach Herrnhut in Sachsen. Seine Eltern David und Christine Heckewelder wanderten später ins englische Bedford aus, wo John aufwuchs und die Schule der Herrnhuter besuchte. Im Januar 1754 verließ seine Familie England mit dem Schiff von Chelsea in Richtung der Dreizehn Kolonien in Nordamerika. Sie kamen im März in New York City an, und sie reisten dann nach Bethlehem, Pennsylvania, weiter, wo sein Vater wieder als Prediger und Missionar der Herrnhuter Brüdergemeine (englisch: Moravian Church) tätig war. Bevor Heckewelder selbst zum Missionar ausgebildet wurde, besuchte er die Herrnhuter Schulen bis zum Studienabschluss, sang im Männerchor der Brüdergemeine mit, war als Landwirt tätig und stellte als Küfer nützliche Holzgefässe her. Während des Siebenjährige Kriegs (1754–1763) zwischen Franzosen und Engländern suchten Indianer Zuflucht in Bethlehem, und Heckewelders Beziehungen mit ihnen intensivierten sich. Sie bestätigten seinen Wunsch, als Missionar unter ihnen zu wirken.
Im März 1762, als der Siebenjährige Krieg fast zu Ende war, zog er mit Christian Frederick Post nach Ohio, um für die Herrnhuter im unerreichten Northwest Territory unter den Delaware Indians tätig zu sein. Das Ziel war das 400 Meilen entfernte Tuscarawas im Muskingum Valley. Als Post zurückgerufen wurde, blieb Heckewelder vorerst dort, und er lernte viel von den dortigen Indianern. Wegen Krankheit und erneutem Krieg und dank Hilfe eines Händlers kehrte er Ende November nach Bethlehem zurück. Die Allegheny Mountains der Appalachen im Osten Pennsylvania überquerte er im Laufe seines Lebens insgesamt etwa dreißig Mal, und er fertigte akribische Berichte über seine Reisen und Erfahrungen mit den Indianern an.
Erst 1772 konnte er sich als Lehrer für die Delaware-Indianer in Schoenbrunn im Tuscarawas County in Ohio fest niederlassen. Von 1777 bis 1810 arbeitete er als Agent der Moravian Society for Propagating the Gospel, wo er Oberassistent von David Zeisberger war. 1778 wurde er in Lititz, Pennsylvania, als Pastor ordiniert. Nach 1780 gründete er eine Missionsstation in Salem, Ohio. Im Jahr 1781 wurden Heckewelder und Zeisberger in Detroit von britischen Soldaten festgenommen und wegen Hochverrats an England angeklagt, jedoch dank Fürsprache des Delawaren Captain Pipe freigesprochen. Aber erst in einem Brief aus dem Jahr 1800 anerkannte General Edward Hand die Verdienste der beiden Herrnhuter für die USA.
1792 wurde er als stellvertretender Friedenskommissar in Vincennes, der ältesten Stadt Indianas eingesetzt, und 1793 wurde er in Detroit tätig. 1798 gründete er die Gemeinschaftssiedlung in Gnadenhutten, Ohio, erneut, nachdem die indianische christliche Gemeinschaft 1782 von Pennsylvania-Milizen im Gnadenhütten-Massaker nahezu ausgelöscht worden war.
1810 kehrte er wegen Krankheit seiner Frau nach Bethlehem zurück. Am 21. Januar 1823 starb Heckewelder dort und wurde auf dem alten Friedhof der Herrnhuter (englisch: The Old Moravian Cemetery of Bethlehem) begraben, der von 1742 bis 1897 genutzt wurde.

## Werk
Durch seine Missionstätigkeit besonders bei den Delawaren und Irokesen erwarb er ein umfassendes Wissen über Kultur und Sitten dieser Völker. Wegen seiner damit verbundenen ausgezeichneten Sprachkenntnisse wurde er wiederholt als Dolmetscher herangezogen.
1810 zog er sich nach Betlehem zurück und begann mit der Niederschrift seiner Kenntnisse. 1819 erschien sein Buch Account of the History, Manners, and Customs of the Indian Nations who once inhabited Pennsylvania and the Neighboring States. Bereits 1821 kam es unter dem Titel Nachrichten von der Geschichte, den Sitten und Gebräuchen der Indianischen Völkerschaften, welche damals Pennsylvanien und die benachbarten Staaten bewohnten in deutscher Sprache heraus. 1820 erschien Narrative of the Mission of the United Brethren among the Delawares and Mohegan Indians, eine Geschichte der Missionstätigkeit der Mährischen Brüder bei den Delawaren und Mohegan in den Jahren 1740 bis 1808.
Heckewelders Werke zählen zu den wichtigsten Berichten über die Stämme des nordöstlichen Waldlandes. Sie waren auch eine bedeutende Quelle für die Abenteuerliteratur, insbesondere für die Lederstrumpf-Erzählungen von James Fenimore Cooper.

## Familie
Nach 1780 heiratete er Sarah (nach anderen Quellen: Susan) Ohneberg in der Kapelle der Missionsstation Salem in Ohio. Das Ehepaar hatte drei Töchter und dreizehn Enkelkinder.

## Gedenken
Am 13. Oktober 1953 wurde das 1810 erbaute Wohnhaus Heckewelders an der 67 West Market Street in Bethlehem, Pennsylvania, zum historischen Ort erklärt.

## Schriften (Auswahl)
- Journal of Dav. Zeisberger, John Heckewelder [and] Will[ia]m Edwards with the Indian Cong[?] from River Huron to Gajakaya, 1786 (MissInd 227.17).
- Nachricht von Br. John Heckewaelders Reise nach Muskingum, seinem Aufenthalt daselbst und seiner Rückreise vom 10ten Sept. bis 23ten Dec. 1788, Bethlehem 1788 (MissInd 213.4).
- Br. John Heckewelders Reise Diarium von Bethm nach Post Vincennes am Wabash Fluß, u. von da wieder zurück, 1792 (MissInd 213.7).
- Diary of the brethren John Heckewelder and Benjamin Mortimer, on their journey from Bethlehem in Pennsylvania to Fairfield in Upper Canada, from the 30th April to the 22th May 1798, 1798 (MissInd 172.1).
- Diarium von der Reise der Brr. J. Heckewelder und Jacob Bush nach Gnadenhütten an Muskingum- und von den aufenthalt und Verrichtungen derer daselbst von Dienst der Heiden-Societaet angestellten Personen, 1799 (MissInd 213.15).
- John Heckewelders Reißen vom Jahren 1754 und 1814, 1814 (MissInd 213.14).
- Boyhood and Girlhood: A Moravian minister describes childrearing practices among the Indians of Pennsylvania, 1819 (Digital History ID 634).
- Indian History, Manners, and Customs, The North American Review 9/24, Juni 1819.
  - Nachricht von der Geschichte den Sitten und Gebraeuchen der Indianischen Voelkerschaften, Göttingen, 1821.
- A Narrative of the Mission of the United Brethren among the Delaware and Mohegan Indians from the year of its commencement in the year 1740 to the close of the year 1808, Philadelphia 1820.
- History, Manners, and Customs of the Indian Nations who Once Inhabited Pennsylvania and the Neighboring States, 1876; Publication Fund of The Historical Society of Pennsylvania, Philadelphia 1881.
- Thirty Thousand Miles with John Heckewelder, ed. Paul A. W. Wallace, University of Pittsburgh, Pittsburgh 1958; Wennawoods Publications, Lewisburg 1998; (anderer Titel: The Travels of John Heckewelder in Frontier America, University of Pittsburgh Press, Pittsburgh 1985).
- The First Description of Cincinnati and Other Ohio Settlements: The Travel Report of Johann Heckewelder (1792), ed. Don Heinrich Tolzmann, University Press of America, Lanham 1988.
- Women’s Life Among the Delaware, in: Early American Women: A Documentary History, 1600-1900, ed. Nancy Woloch, Wadsworth, Belmont 1992.